# 23. Flak-Division
A 23. Flak-Division (em português: Vigésima-terceira Divisão Antiaérea) foi uma divisão de defesa antiaérea da Luftwaffe durante a Alemanha Nazi, que prestou serviço na Segunda Guerra Mundial. Foi formada a partir da Luftwaffen-Feld-Division 22.

## Comandantes
- Hans-Wilhelm Fichter, (10 de outubro de 1943 - 20 de agosto de 1944)[2]
- Walter Kathmann, (21 de agosto de 1944 - 20 de outubro de 1944)[2]
- Oskar Vorbrugg, (24 de outubro de 1944 - 30 de janeiro de 1945)[2]
- Kurt Andersen, (30 de janeiro de 1945 - 8 de maio de 1945)[2]